# A virág románca
A virág románca (eredeti cím: A Little Chaos) 2014-es brit filmdráma Alan Rickman rendezésében. A forgatókönyvet Alison Deegan, Rickman és Jeremy Brock írták, a főszerepben pedig Kate Winslet, Matthias Schoenaerts, Alan Rickman, Stanley Tucci, Helen McCrory, Steven Waddington, Jennifer Ehle és Rupert Penry-Jones látható. Ez volt Rickman második filmrendezése az 1997-es Téli vendég után, egyben az utolsó filmje is 2016-ban bekövetkezett halála előtt. A forgatás 2013 közepén kezdődött Londonban. A világpremier a 2014-es torontói filmfesztiválon volt, 2014. szeptember 13-án.

## Rövid történet
Két művész szerelmes lesz, miközben XIV. Lajos francia király kertjén dolgoznak.

## Szereplők
- Kate Winslet: Sabine De Barra
- Matthias Schoenaerts: André Le Nôtre
- Alan Rickman: XIV. Lajos francia király
- Stanley Tucci: Fülöp orléans-i herceg
- Helen McCrory: Madame Le Nôtre
- Steven Waddington: Thierry Duras
- Jennifer Ehle: Françoise Athénaïs de Rochechouart de Mortemart
- Rupert Penry-Jones: Antoine Lauzun
- Paula Paul: Pfalzi Erzsébet Sarolta orléans-i hercegné
- Danny Webb: Claude Moulin
- Phyllida Law: Suzanne

## Fogadtatás
A film megosztotta a kritikusokat. A Rotten Tomatoes honlapján 48%-ot ért el 52 kritika alapján, és 5.41 pontot szerzett a tízből. A Metacritic honlapján 51 pontot szerzett a százból, 21 kritika alapján.
Catherine Shoard, a The Guardian kritikusa két csillagot adott a filmre a maximális ötből.